# Roy Webb
Royden Denslow Webb (Manhattan,3 d'octubre de 1888 - Santa Monica, 10 de desembre de 1982) va ser un compositor estatunidenc de música de cinema i un dels membres fundadors d'ASCAP, Webb té centenars de crèdits de música de pel·lícula al seu nom, principalment amb RKO Pictures. És conegut sobretot per les partitures de pel·lícules de cinema negre i de terror, en particular per les pel·lícules de Val Lewton.

## Biografia
Webb va orquestrar i dirigir obres a Broadway abans de traslladar-se a Hollywood a finals de la dècada de 1920 per treballar com a director musical de Radio Pictures, més tard RKO Pictures. Va romandre a RKO fins a 1955, després va treballar autònom durant diversos anys, realitzant diversos episodis de Wagon Train. Webb està acreditat com a compositor o arranjador de més de 200 pel·lícules i va rebre nominacions a l'Oscar per Olívia (1937), La meva dona favorita (1940), M'he casat amb una bruixa (1942), Joana de París (1942), The Fallen Sparrow (1943), The Fighting Seabees (1944) i Miracle d'amor (1945). El seu concert per a piano a Miracle d'amor va ser interpretat per l'Orquestra Filharmònica de Los Angeles, dirigida per Constantin Bakaleinikoff, en concert al Hollywood Bowl el 1945. El 1961, un incendi de casa va destruir els manuscrits de Webb, incloses partitures de pel·lícules i música de concert inèdita, després del qual Webb va deixar de compondre. Webb va morir el 1982 d'un atac de cor als 94 anys.
Antic alumne de la Universitat de Colúmbia, Webb va escriure la cançó de lluita " Roar, Lion, Roar " per a la seva alma mater el 1925. Diverses pistes compostes per Webb es van utilitzar en el muntatge del telenotícies de la vida de Kane a Ciutadà Kane. Diverses cançons compostes per Webb van substituir les de Bernard Herrmann a Els magnífics Amberson després de la reedició de la pel·lícula. Webb també va compondre diverses pistes (sense acreditar) per This is Cinerama, la primera producció de Cinerama el 1952.

## Filmografia seleccionada
- Our Betters (1933)
- Down to Their Last Yacht (1934)
- La gran aventura de Sylvia (Sylvia Scarlett) (1935) (sense acreditar)
- La fira de la vanitat (Becky Sharp) (1935)
- Enchanted April (1935)
- Dames de teatre (Stage Door) (1937)
- The Woman I Love (1937)
- Olívia (Quality Street) (1937)
- Room Service (1938)
- Quina fera de nena! (Bringing Up Baby) (1938)
- Dones condemnades (Condemned Women) (1938)
- Arizona Legion (1939)
- Un gran home (The Great Man Votes) (1939)
- In Name Only (1939)
- Cita d'amor (Love Affair) (1939)
- Panama Lady (1939)
- La noia de Mèxic (The Girl from Mexico) (1939)
- The Fighting Gringo (1939)
- Abe Lincoln a Illinois (Abe Lincoln in Illinois) (1940)
- La meva dona favorita (My Favorite Wife) (1940)
- Curtain Call (1940)
- El desconegut del tercer pis (Stranger on the Third Floor) (1940)
- Mr. and Mrs. Smith (1941)
- Tom, Dick i Harry (Tom, Dick and Harry) (1941)
- Batalló de paracaigudistes (Parachute Battalion) (1941)
- M'he casat amb una bruixa (I Married a Witch) (1942)
- Joana de París (Joan of Paris) (1942)
- Els magnífics Amberson (The Magnificent Ambersons) (1942) (música addicional, sense acreditar).
- El carrer gran (The Big Street) (1942)
- La dona pantera (Cat People) (1942)
- Els nens de Hitler (Hitler's Children) (1943)
- The Seventh Victim (1943)
- Journey into Fear (1943)
- Passejant amb un zombie (I Walked with a Zombie) (1943)
- L'home lleopard (The Leopard Man) (1943)
- The Fallen Sparrow (1943)
- The Falcon in Danger (1943)
- Passatge al futur (Gangway for Tomorrow) (1943)
- The Falcon Out West (1944)
- Experiment perillós (Experiment Perilous) (1944)
- Ell i la seva enemiga (Tall in the Saddle) (1944)
- The Fighting Seabees (1944)
- La maledicció de la pantera (The Curse of the Cat People) (1944)
- Història d'un detectiu (Murder, My Sweet) (1944)
- Bride by Mistake (1944)
- The Seventh Cross (1944)
- Miracle d'amor (The Enchanted Cottage) (1945)
- Els lladres de cossos (The Body Snatcher) (1945)
- La patrulla del coronel Jackson (Back to Bataan) (1945)
- Two O'Clock Courage (1945)
- L'escala de cargol (The Spiral Staircase) (1945)
- Notorious (1946)
- The Locket (1946)
- Bedlam (1946)
- Retorn al passat (Out of the Past) (1947)
- No se'm creuran (They Won't Believe Me) (1947)
- Mai l'oblidaré (I Remember Mama) (1948)
- Negoci de vacances (Holiday Affair) (1949)
- El gran goril·la (Mighty Joe Young) (1949)
- The Window (1949)
- Easy Living (1949)
- My Friend Irma (1949)
- Sense miraments (Roughshod) (1949)
- The Secret Fury (1950)
- The White Tower (1950)
- Vendetta (1950)
- On viu el perill (Where Danger Lives) (1950)
- Gambling House (1951)
- Infern als núvols (Flying Leathernecks) (1951)
- Fixed Bayonets (1951)
- Carregament tancat (Sealed Cargo) (1951)
- Operation Secret (1952)
- This is Cinerama (sense acreditar) (1952)
- Perseguida (Second Chance) (1953)
- L'instant decisiu (Split Second) (1953)
- Houdini (1953)
- The Raid (1954)
- Dangerous Mission (1954)
- El rastre de la pantera (Track of the Cat) (1954)
- Carreró sagnant (Blood Alley) (1955)
- Marty (1955)
- Persecució a alta mar (The Sea Chase) (1955)
- Our Miss Brooks (1956)
- The Search for Bridey Murphy (1956)
- The Girl He Left Behind (1956)
- The River Changes (1956)
- The Secret Affair (1957)
- Shoot-out at Medicine Bend (1957)
- Teacher's Pet (1958)